# Plectris nigrita
Plectris nigrita är en skalbaggsart som beskrevs av Moser 1918. Plectris nigrita ingår i släktet Plectris och familjen Melolonthidae. Inga underarter finns listade i Catalogue of Life.